# Carmen Curlers
Carmen Curlers est une série dramatique de 15 épisodes diffusée sur DR. 

## Synopsis
Cette série raconte l'histoire d'un entrepreneur danois qui crée le concept révolutionnaire (à l'époque) de bigoudi électrique chauffant. La série raconte ses déboires, et les transformations que l'installation de l'usine entraîne dans une commune rurale du Danemark des années 60.
En France, la série est diffusée sur Arte, et disponible en vidéo à la demande sur le service vod de la chaîne.

## Distribution
- Morten Hee Andersen (da) (VF : Jérémy Prévost) : Axel Byvang
- Maria Rossing (da) (VF : Ariane Deviègue) : Birthe Windfeld
- Lars Ranthe (VF : Pierre Tessier) : Jørgen
- Nicolai Jørgensen (da) (VF : Jérôme Berthoud) : Frans
- Fanny Leander Bornedal (da) (VF : Elsa Bougerie) : Kathrine
- Mille Lehfeldt (VF : Sybille Tureau) : Vita
- Kaya Toft Loholt : Kirsten
- Signe Egholm Olsen : Karen
- Vida Sjørslev : Ida
- Christian Tafdrup : Poul
- Louis Næss-Schmidt (VF : Oscar Douieb) : Svend
- Petrine Agger (VF : Bénédicte Charton) : Edith
- Mathilde Eusebius : Elin
- Lane Lind (VF : Cathy Cerdà) : Fru Mosholt
- Rosalinde Mynster (VF : Noémie Orphelin) : Tove
- Sofie Torp : Lis
- Anders Mossling : Doktor Weis
- Caspar Phillipson (VF : Nicolas Dangoise) : Ivan
- Sarah Boberg

 Source et légende : version française (VF) sur RS Doublage